# Marvaux-Vieux
Marvaux-Vieux és un municipi francès situat al departament de les Ardenes i a la regió del Gran Est. L'any 2007 tenia 67 habitants.

## Demografia

### Població
El 2007 la població de fet de Marvaux-Vieux era de 67 persones. Hi havia 32 famílies de les quals 12 eren unipersonals (8 homes vivint sols i 4 dones vivint soles), 4 parelles sense fills, 12 parelles amb fills i 4 famílies monoparentals amb fills.
La població ha evolucionat segons el següent gràfic:
Habitants censats

### Habitatges
El 2007 hi havia 35 habitatges, 29 eren l'habitatge principal de la família i 6 estaven desocupats. Tots els 35 habitatges eren cases. Dels 29 habitatges principals, 23 estaven ocupats pels seus propietaris i 6 estaven llogats i ocupats pels llogaters; 3 tenien tres cambres, 5 en tenien quatre i 21 en tenien cinc o més. 20 habitatges disposaven pel capbaix d'una plaça de pàrquing. A 10 habitatges hi havia un automòbil i a 13 n'hi havia dos o més.

### Piràmide de població
La piràmide de població per edats i sexe el 2009 era:
| Homes | Edats   | Dones |
| ----- | ------- | ----- |
| 0     | 95 o +  | 0     |
| 0     | 90 a 94 | 0     |
| 0     | 85 a 89 | 8     |
| 0     | 80 a 84 | 0     |
| 4     | 75 a 79 | 4     |
| 0     | 70 a 74 | 0     |
| 4     | 65 a 69 | 0     |
| 0     | 60 a 64 | 4     |
| 0     | 55 a 59 | 0     |
| 4     | 50 a 54 | 0     |
| 4     | 45 a 49 | 0     |
| 8     | 40 a 44 | 4     |
| 0     | 35 a 39 | 4     |
| 8     | 30 a 34 | 4     |
| 0     | 25 a 29 | 0     |
| 4     | 20 a 24 | 0     |
| 4     | 15 a 19 | 0     |
| 0     | 10 a 14 | 0     |
| 0     | 5 a 9   | 8     |
| 8     | 0 a 4   | 0     |

## Economia
El 2007 la població en edat de treballar era de 33 persones, 28 eren actives i 5 eren inactives. De les 28 persones actives 25 estaven ocupades (17 homes i 8 dones) i 3 estaven aturades (1 home i 2 dones). De les 5 persones inactives 3 estaven jubilades i 2 estaven classificades com a «altres inactius».
Activitats econòmiques
L'únic establiment que hi havia el 2007 era d'una empresa de serveis.
L'any 2000 a Marvaux-Vieux hi havia 10 explotacions agrícoles que ocupaven un total de 1.330 hectàrees.

## Poblacions més properes
El següent diagrama mostra les poblacions més properes.